# Antha
Antha es un  género  de lepidópteros perteneciente a la familia Noctuidae. Es originario de Asia.

## Especies
- Antha grata (Butler, 1881)
- Antha rotunda (Hampson, 1895)